# Moebius (zenei album)
A Moebius a Watch My Dying harmadik stúdióalbuma. 2009. június 12-én jelent meg, szerzői kiadásban.

## Háttér
Még 2008 őszén elkezdtek demózgatni az anyaghoz, a koncertek és a turnék közepette. 2009 májusában egy 50 perces film látott napvilágot, a Moebius, a film, amely az album készítéséről szól. Végül 2009. június 12-én digipack csomagolásban megjelent a Moebius, a Watch My Dying harmadik nagylemeze. Az album 10 számot tartalmaz.
A cím a möbius-szalagból ered, csak más írásban, a möbius-szalag különlegessége, hogy olyan kétdimenziós felület, amelynek egyetlen oldala és egyetlen éle van. A kezdődalt ez ihlette.
Az album harmadik számában, Az utolsó hívásban Lukács László, a Tankcsapda frontembere is közreműködött.

## Kritikai fogadtatás
Az albumot nagyon kedvező kritikai fogadtatás övezte. A Fémforgácson az eddigi legjobb Watch My Dying albumnak mondták. Mind a hangzását, mind a külsejét kiválóra értékelték. 
Anélkül, hogy lelőném a poént leszögezem: aki eddig szerette a WMD-t, az ezután is fogja, aki meg nem…nos….az meg talán a Moebius-szal majd megkedveli őket!
Persze nincsenek vonósok meg fúvósok, de annyi ének meg gitársáv van, ráadásul annyira hihetetlenül okosan és hatásosan felépítettek a dalszerkezetek, hogy az komolyzene szint, csak persze durva metalban.
A Moebius egy erős és abszolút szerethető lemez, és ha feltesszük a nagy kérdést, hogy vendégek nélkül is ekkora lenne az ájulás, elmondhatom, hogy igen, a WMD pályafutásának legkomolyabb lemezét tette le az asztalra.
Nem tini korú metalharcosok tolják itt az igét, hanem felnőtt férfiak, akik a társadalom problémáival nagyon is tisztában vannak, és ezt hol nyíltan, hol burkoltan adják elő nekünk. Számomra egy zene, vagy zenekar hitelessége a tagok személyétől is függ. A Watch My Dying pedig abszolút hiteles.
Kiemelkedő szám a Lukács Lacival közösen rögzített "Az utolsó hívás", aminek a refrénje annyira fülbemászó, hogy azon sem lepődnék meg, ha belátható időn belül klip is készülne belőle.
...a Moebius egy annyira eltalált skizofrén [sic!] metal opera, ami nemhogy itt, de tulajdonképpen világszerte is párját ritkító

## Az album dalai
1. Moebius (Vijaya Gauranga das vendégszereplésével)
2. Leggyorsabb Mártír (Áron András vendégszereplésével)
3. Az Utolsó Hívás (Lukács Lászlóval)
4. Mindenért (Lukács Eszterrel)
5. Vadveszély (Persóczki Gáborral)
6. Holtsúly (Gabó Ádám vendég)
7. 2359 (Tóth Gergővel)
8. Éter (Bátky Zoltán vendég)
9. Hattyúdal (Oláh Zsolt és Oláh Kálmán vendégszereplésével)
10. Úton (Molnár Máté vendégszereplésével)

## Közreműködők
Watch My Dying:
- Veres Gábor "Gaobr" - ének
- Eszenyi Imre - basszusgitár
- Bori Sándor – gitár
- Garcia Dávid - dob
- Szabó Viktor - gitár

Vendégzenészek:
- Lukács László - Tankcsapda
- Lukács Eszter

Vajaya Gauranga das
Áron András
Persóczki Gáborral
Gabó Ádám
Tóth Gergő
Bátky Zoltán
Oláh Zsolt 
Oláh Kálmán
Molnár Máté - Road
Produkció
- Jocke Skog - keverés
- Kovács Péter - manager
- Tóth Ádám - visual, roadie, light
- Félix Gábor - roadie